# Massimo Rao
Massimiliano Stanislao Rao (San Salvatore Telesino, 6 gennaio 1950 – San Venanzo, 6 maggio 1996) è stato un artista italiano.

## Biografia e carriera
Studia al liceo artistico di Benevento. In seguito intraprende gli studi alla facoltà di Architettura di Napoli. Fin dal principio fu attratto dai maestri del Nord Italia, infatti si trasferisce a Bolzano nel 1976 e vi rimane fino al 1981. Da lì si sposterà a Pornello di San Venanzo fino alla data della sua morte prematura il 6 maggio del 1996.
Ha esposto in numerose città italiane, ad Amsterdam, Maastricht (TEFAF) e New York. Nel 2004 il Panorama Museum di Bad Frankenhausen (Germania) gli ha dedicato un'importante mostra monografica "Animula, vagula, blandula". Presso la Galleria Civica di Bolzano, invece, è stata allestita una retrospettiva delle sue opere, incentrata sul tema del tempo, dal 1º novembre 2007 al 27 gennaio 2008. Nelle sue opere combina, sempre comunque con una visione originale e contemporanea, lo stile rinascimentale con quello classico, ispirato alla scuola nordica, manierista e preraffaellita. Ricorre a tecniche antiche per la preparazione dei colori e per l'applicazione su tela. Massimo Rao è stato definito anche "Il pittore della Luna", poiché nelle sue opere ricorre frequentemente l'immagine della Luna, mentre i soggetti sono uomini, donne, e personaggi asessuati immersi in una dimensione onirico-surreale, in cui traspaiono la tensione interiore dell'artista, l'inquietudine e l'atemporale solitudine dell'uomo. Massimo Rao per i motivi suddetti può essere considerato il Leopardi della pittura: la Luna e l'anelito di Infinito sono temi tanto cari a Leopardi quanto a Rao.
La sua pittura, in parte, può essere accostata a quella dei pittori anacronisti a lui contemporanei ma solo per quanto riguarda il recupero della tradizione pittorica, poiché i temi ed i soggetti dei suoi dipinti non citano né sono mai riconducibili all'amena arcadia tipica dei pittori anacronisti. 
A San Salvatore Telesino (Benevento) nel 2012 è stata aperta una pinacoteca dedicata all'artista. Nel 2015, in occasione dell'Expo di Milano, una sua opera viene scelta dal Prof. Sgarbi per la mostra “Il tesoro d'Italia”.

## Opere
- La grande fornace - Olio, 1985
- Il Giorno Flammeggiò Nei Suoi Occhi e le Sue Dita Colsero le Stelle - Olio, 1991
- Luna - Litografia, 1995
- Né in cielo, né in terra - Litografia, 1990
- Antenato della terra dei sogni - Litografia, 1991
- Il re della lucertola - Litografia, 1991

## Mostre
- Milano, Galleria Studio Steffanoni, 1988
- Amsterdam, Steltman Galleries, 1989
- Aosta, Tour Fromage, Notturno in un Interno, 1991
- Maastricht, The European Fine Art Fair,(Steltman Galleries), 1992
- New York, CFM Gallery, 1992
- Bad Frankenhausen, Panorama Museum, Animula, vagula, blandula - 2004
- Bolzano, Galleria Civica, 31 ottobre 2007 / 27 gennaio 2008 - Massimo Rao - Al di là del tempo
- Milano, Palazzo Reale, 12 luglio / 11 novembre 2007 - Arte italiana 1968-2007 Pittura
- Potenza, Galleria Civica Palazzo Loffredo, 14 ottobre 2005 / 29 gennaio 2006 - Visionari primitivi eccentrici
- San Salvatore Telesino, 8 maggio 2006 - Mostra personale dell'artista a 10 anni dalla morte
- San Salvatore Telesino, 3 novembre 2012, apertura pinacoteca dedicata a Massimo Rao.
- Benevento  Museo ARCOS -  15 maggio 2016 Mostra personale a 20 anni della morte " OMAGGIO A MASSIMO RAO ".
- San Salvatorer Telesino Pinacoteca " Massimo Rao " Settembre 2016 mostra personale " Omaggio a Massimo Rao ".